# Talbot-Effekt

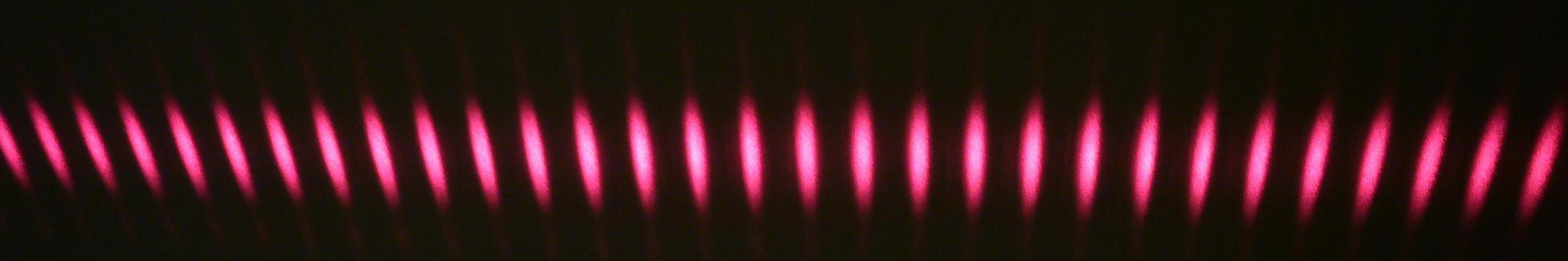
Monochromatischer Talbot-Effekt: Die Schlitze eines im Lichtstrahl befindlichen Kamms (Periode 1 mm) wiederholen sich 1,5 m vom Kamm entfernt. (Durch die Kameraperspektive sind die Streifen teilweise schräg)

Der Talbot-Effekt ist bei Nahfeld-Beugung an einem (Beugungs-)Gitter sichtbar: Die Helligkeitsverteilung in bestimmten Talbot-Abständen hinter einem Gitter entspricht genau der Struktur des Gitters selbst. Der Effekt wurde 1836 von William Henry Fox Talbot mit einem feinen Strahl Sonnenlicht entdeckt.

## Beschreibung

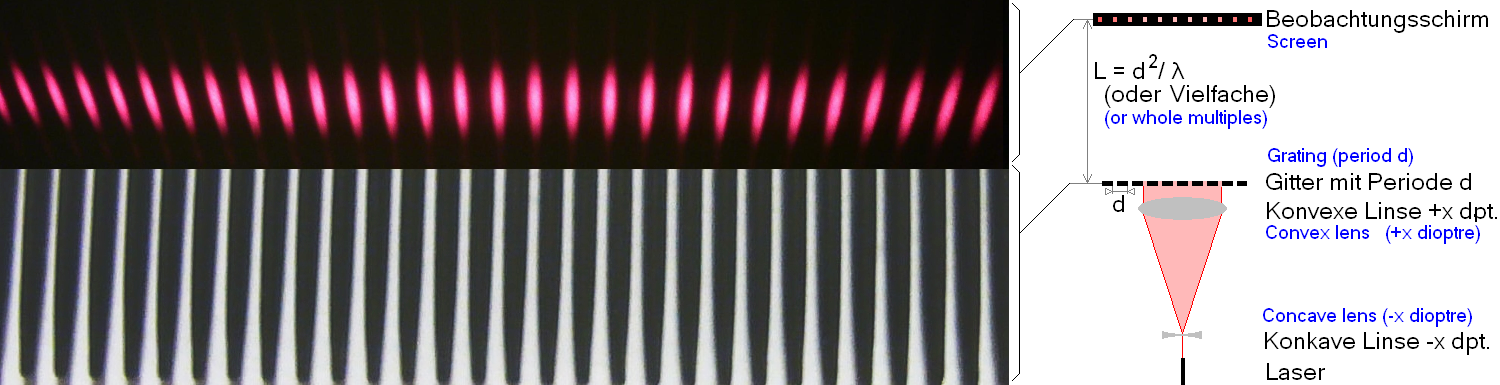
Grundlegender Aufbau (Lichtquelle ist rechts unten)

Illustration zum Talbot-Effekt. Das Gitter der Periode d ist schwarz eingezeichnet Die schwarzen Punkte bedeuten Intensitätsmaxima.

Im grundlegendsten Fall (siehe Illustration) wird ein Gitter von ebenen monochromatischen Wellen (beispielsweise ein aufgeweiteter Laserstrahl) bestrahlt:
- Stellt man einen Beobachtungsschirm im Abstand LTalbot (oder einem ganzzahligen Vielfachen davon) hinter das Gitter, so ergibt sich ein Bild des Gitters.
- Im Abstand LTalbot/2 = d2/λ (oder einem ungeradzahligen Vielfachen davon) erhält man ein um d/2 verschobenes Bild (in der Abbildung jeweils angedeutet durch schwarze Punkte für die Intensitätsmaxima).
- Zwischen zwei Selbstbildern findet man weitere Bilder des Gitters mit erhöhter Periode (sofern das Gitter hinreichend schmale Spalten aufweist). Wird bei sehr schmalen Spalten die Position des Beobachtungsschirms kontinuierlich verändert und entlang der Seite des erzeugten Bildes aufgetragen, entsteht ein Talbot-Teppich⁣, der die Struktur der Selbstbilder zeigt.
- Ändert sich die Richtung des einfallenden Lichtes, so verschiebt sich das Bild entgegengesetzt, als ob es ein Schattenwurf des Gitters wäre.

Für die Talbot-Distanz LTalbot gilt bei einer Beleuchtung mit der Wellenlänge {\displaystyle \lambda \ll d}:
{\displaystyle L_{\mathrm {Talbot} }={\frac {2d^{2}}{\lambda }}}
Der Effekt ist für Wellenlängen völlig verschiedener Größenordnungen nutzbar, weil eine Änderung von λ um den Faktor x durch eine Änderung der Gitter-Periode {\displaystyle d} um lediglich {\displaystyle {\sqrt {x}}} kompensiert werden kann (bei unverändertem Talbot-Abstand).
Der einfache Ausdruck {\displaystyle {\frac {2d^{2}}{\lambda }}} ist eine Näherung, wenn die Strukturgröße (Gitterperiode) viel größer als die Wellenlänge ist. Der allgemeingültige Ausdruck lautet:
{\displaystyle L_{\mathrm {Talbot} }={\frac {\lambda }{1-{\sqrt {1-\lambda ^{2}/d^{2}}}}}}

## Abgrenzung
Wird der Talbot-Abstand wesentlich unter- oder überschritten, dominieren andere Effekte. Bei kürzeren Abständen, wie Objekten aus der Alltagswelt (z. B. Kämme), beobachten wir oft aus zu kurzen Entfernungen, in denen der Schattenwurf dominiert. Bei längeren Abständen hingegen entsteht Fraunhofer-Beugung, bei welcher das Licht jeweils als ein einziger Strahl in bestimmte Richtungen strahlt. In der Alltagswelt entspricht das dem Betrachten einer CD.

## Anwendungen
Der Talbot-Effekt wird in der Forschung angewendet:
- Wellenfront-Messung: Weil sich das Bild verschiebt, wenn sich die Richtung des einfallenden Lichtes ändert, können so Wellenfronten bzw. Ausbreitungsrichtungen von Lichtstrahlen gemessen werden, vergleichbar mit einem Hartmann-Shack-Sensor. Damit können auch kleine Brechungsindizes genau bestimmt werden. Im sichtbaren Bereich lassen sich beispielsweise durch Heißluft (Kerze) erzeugte minimale Lichtbrechungen nachweisen.
- Röntgen: Üblicherweise zeigen Röntgenbilder einen Schattenwurf („Absorption“), z. B. von Knochen. Röntgenstrahlen werden jedoch auch durch unterschiedliche Brechungsindices abgelenkt. Durch Messung der Ablenkung können Bilder generiert werden, die z. B. Gewebe detaillierter darstellen.[3][4][5][6]
- Materiewellen: Gemäß der De-Broglie-Wellenlänge kann Materie eine Wellenlänge zugeordnet werden. Bei Strahlen aus Atomen oder sogar massereichen organischen Molekülen konnte der Talbot-Effekt nachgewiesen werden[7][8]:
- Weitere Anwendungen und Literatur siehe z. B.[9]

## Varianten
- Zweidimensionale Gitter: Der Effekt tritt entlang beider Gitterdimensionen auf. Besteht das Gitter z. B. aus einem Schachbrettmuster entsteht dieses in der Talbot-Entfernung erneut.
- Kugelwellen: Verwendet man keinen Laserstrahl, so addieren sich Entfernungsunterschiede interferierender Lichtstrahlen vor und nach dem Gitter, dadurch wachsen die Phasenunterschiede. Befindet sich das Gitter genau zwischen Lichtquelle und Beobachtungsschirm, so müssen die verdoppelten Phasenunterschiede durch größere Abstände kompensiert werden, der Talbot-Abstand verdoppelt sich.

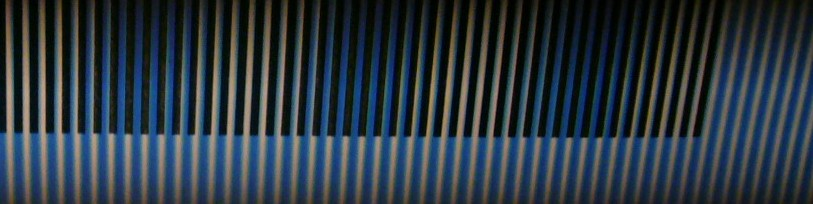
Flächige polychromatische Lichtquelle: Die Farben entstehen durch Wellenlängenabhängigkeit. Im oberen Teil ist ein schwarzes Raster aufgedruckt, so dass eine Schwebung entsteht.

- Flächige Lichtquelle: Glühlampen oder der Brennpunkt in Röntgenröhren haben eine gewisse Größe. Diese Größe führt zu Überlagerung von Streifenmustern, es ist kein Streifenmuster mehr erkennbar (exakter: Die Größe der Lichtquelle verringert die (räumliche) Kohärenz der Lichtquelle zu stark). Platziert man nahe der Lichtquelle ein zusätzliches Gitter (mit der Rolle 'Kohärenzgitter'), so dass sich die Einzelbilder der einzelnen Gitterspalten konstruktiv überlagern, tritt der Talbot-Effekt wieder auf.
- Polychromatische Lichtquelle: Bei mehrfarbigem Licht stimmt der Talbot-Abstand exakt nur für eine bestimmte Wellenlänge. Je breiter die Gitterspalten sind, umso besser werden Abweichungen vom Design-Abstand toleriert. Talbot selber entdeckte den Effekt anhand eines schmalen Strahls Sonnenlicht.

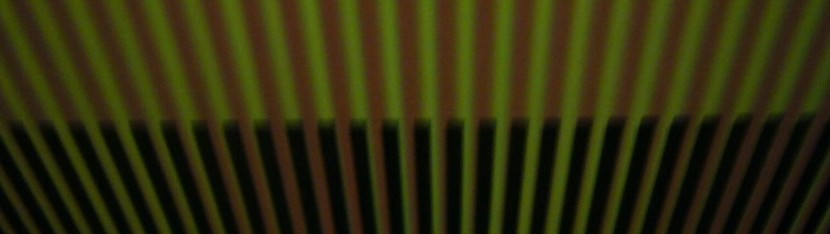
Polychromatische mit Phasengitter,
in dem Lichtstrahlen um eine halbe Wellenlänge verzögert werden. (Dem Bild fehlt Blau, weil das Gitter (eine Plastikfolie) in gelblichem Öl schwimmt)

- Phasengitter: Im Unterschied zu (Amplituden-)Gittern (Stege undurchsichtig) kann das gesamte Gitter durchsichtig sein, die Stege verzögern das Licht dabei um eine halbe Wellenlänge. Hier ist der Gitterabstand stark reduziert auf {\displaystyle L_{\mathrm {Talbot} }/16=d^{2}/(8\lambda )}. Weiterhin tritt der Effekt nur bei ungeradzahligen Vielfachen dieses Abstands auf. Speziell für den 0-fachen Abstand ist im Phasengitter selber die Helligkeit gleichverteilt.
Phasengitter werden oft im Röntgenbereich verwendet.

## Herleitung

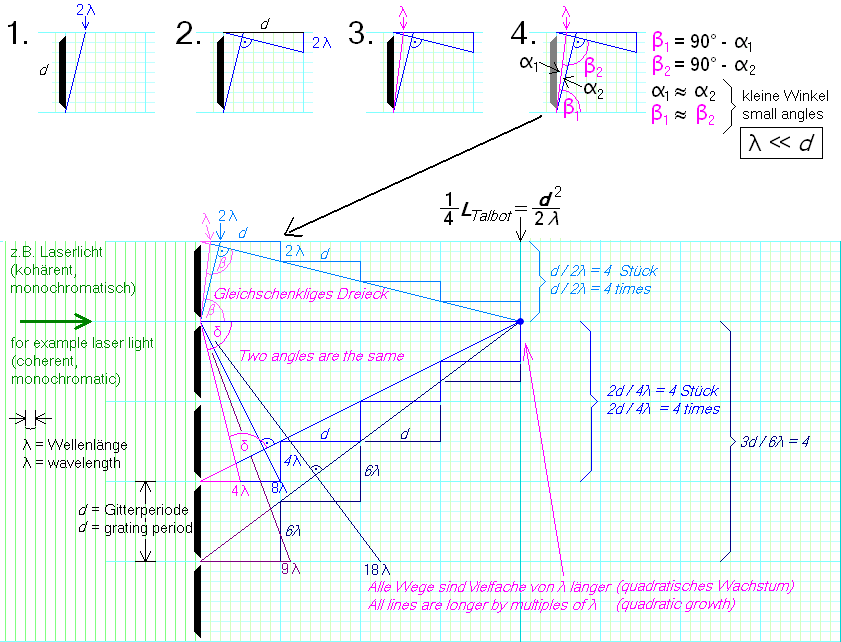
Geometrische Herleitung: Es gibt konstruktive Interferenz am Punkt L_{Talbot}/4. Hier wird d/ λ als Steigung und als Anzahl von Steigungsdreiecken interpretiert.

### Schmale Spalten
Betrachtet wird der Fall der monochromatischen ebenen Lichtwelle (Wellenlänge {\displaystyle \lambda }). Das Gitter habe Periode {\displaystyle d}, der Abstand zum Schirm sei {\displaystyle L}.
Vorüberlegung Taylor-Entwicklung 1. Ordnung:
{\displaystyle f(x)\approx f(x_{0}+\Delta x)=f(x_{0})+\Delta x\cdot f^{\prime }(x_{0})}, angewendet auf die Wurzel liefert:
{\displaystyle f(x)\approx {\sqrt {x}}={\sqrt {x_{0}+\Delta x}}={\sqrt {x_{0}}}+\Delta x/(2{\sqrt {x_{0}}})}.
Wir vergleichen einen direkten Lichtstrahl (der senkrecht zum Gitter verläuft, {\displaystyle k=0}) der Länge {\displaystyle L} mit einem, der eine Gitterspalte weiter oben oder unten durch das Gitter tritt (Länge {\displaystyle {\sqrt {L^{2}+d^{2}}}}, {\displaystyle k=1}). Konstruktive Interferenz tritt auf, wenn der Längenunterschied z. B. {\displaystyle \lambda } ist:
{\displaystyle \Delta L={\sqrt {L^{2}+d^{2}}}-L\approx {\sqrt {L^{2}}}+{\frac {d^{2}}{2{\sqrt {L^{2}}}}}-L={\frac {d^{2}}{2L}}:=\lambda }
Ergebnis:
- Diese konstruktive Interferenz tritt bei {\displaystyle L=d^{2}/(2\lambda )=L_{\mathrm {Talbot} }/4} auf. (Die geometrische Herleitung in der Zeichnung zeigt diese Situation.)
- Die Verlängerung des Weges ist quadratisch mit der Gitterspalte {\displaystyle k=0,1,2,\ldots }: {\displaystyle {\sqrt {L^{2}+(k\cdot d)^{2}}}-L\approx k^{2}d^{2}/(2L)=k^{2}\lambda }. Damit interferiert Licht aller Gitterspalten konstruktiv im selben Punkt.

Bei anderen Entfernungen {\displaystyle L} sind die Verhältnisse leicht anders. Dies kann am Beispiel {\displaystyle L=L_{\mathrm {Talbot} }/2=d^{2}/\lambda } gezeigt werden. Das Bild am Schirm ist um {\displaystyle d/2} versetzt, der Strahl durch einen der beiden direkt benachbarten Spalten {\displaystyle \pm 0{,}5} hat die Länge {\displaystyle {\sqrt {L^{2}+(0{,}5d)^{2}}}}, die Strahlen der nächst-entfernteren Spalten {\displaystyle \pm 1{,}5} die Längen {\displaystyle {\sqrt {L^{2}+(1{,}5d)^{2}}}}.
Der Weglängenunterschied zwischen den Spalten {\displaystyle n+1{,}5} und {\displaystyle n+0{,}5} ist dann
{\displaystyle \Delta L={\sqrt {L^{2}+(n+1{,}5)^{2}d^{2}}}-{\sqrt {L^{2}+(n+0{,}5)^{2}d^{2}}}}
{\displaystyle {\Delta L={\frac {(n+1{,}5)^{2}d^{2}-(n+0{,}5)^{2}d^{2}}{2L}}={\frac {(n^{2}+3n+2{,}25-n^{2}-n-0{,}25)d^{2}}{2L}}={\frac {(2n+2)d^{2}}{2L}}=(n+1)\lambda }}
Die Unterschiede der Weglängen sind damit auch wieder Vielfache von {\displaystyle \lambda } und es tritt konstruktive Interferenz auf.
Der Gitterabstand {\displaystyle d} bestimmt die Lage der konstruktiven Interferenzen bei Mehrfachspalten. Die Spaltbreite {\displaystyle s} gibt bei {\displaystyle 1/s} die Lage der ersten Nullstelle der Einhüllenden der Interferenzmaxima an und bestimmt damit deren Anzahl. Das Drei-Gitter Talbot-Lau Atominterferometer von John Clauser verwendet die Gitterperiode {\displaystyle d={\text{16,2}}\mu {\text{m}}} und ein Öffnungsverhältnis von {\displaystyle s/d={\textstyle {\frac {1}{8}}}}.